# Gemeinsam gegen die Tierindustrie
Gemeinsam gegen die Tierindustrie ist ein überregionales Bündnis von Aktivisten in Deutschland, das seit 2019 Protestaktionen gegen die Fleischindustrie und Massentierhaltung organisiert und durchführt.

## Organisation und Ziele
Das Bündnis ist aus Initiativen der Tierrechtsbewegung, der Klimagerechtigkeitsbewegung, Bürgerinitiativen und einzelnen Personen entstanden, die aus verschiedenen Orten aus ganz Deutschland zu Diskussionsveranstaltungen und Aktionen zusammenkommen. In den letzten Jahren seien nach Ansicht von Friederike Schmitz, einer Sprecherin der Gruppe, in der Öffentlichkeit hauptsächlich Positionen zu Wort gekommen, die sich für Reformen wie bessere Haltungsbedingungen der Tiere oder bessere Stundenlöhne in der Fleischindustrie einsetzen. Das Bündnis will hingegen einen Systemwechsel. Es fordert die Abschaffung der industriellen Tierproduktion, die Enteignung der Fleischkonzerne und einen Übergang zu einer solidarischen und ökologischen Landwirtschaft an.

## Aktionen

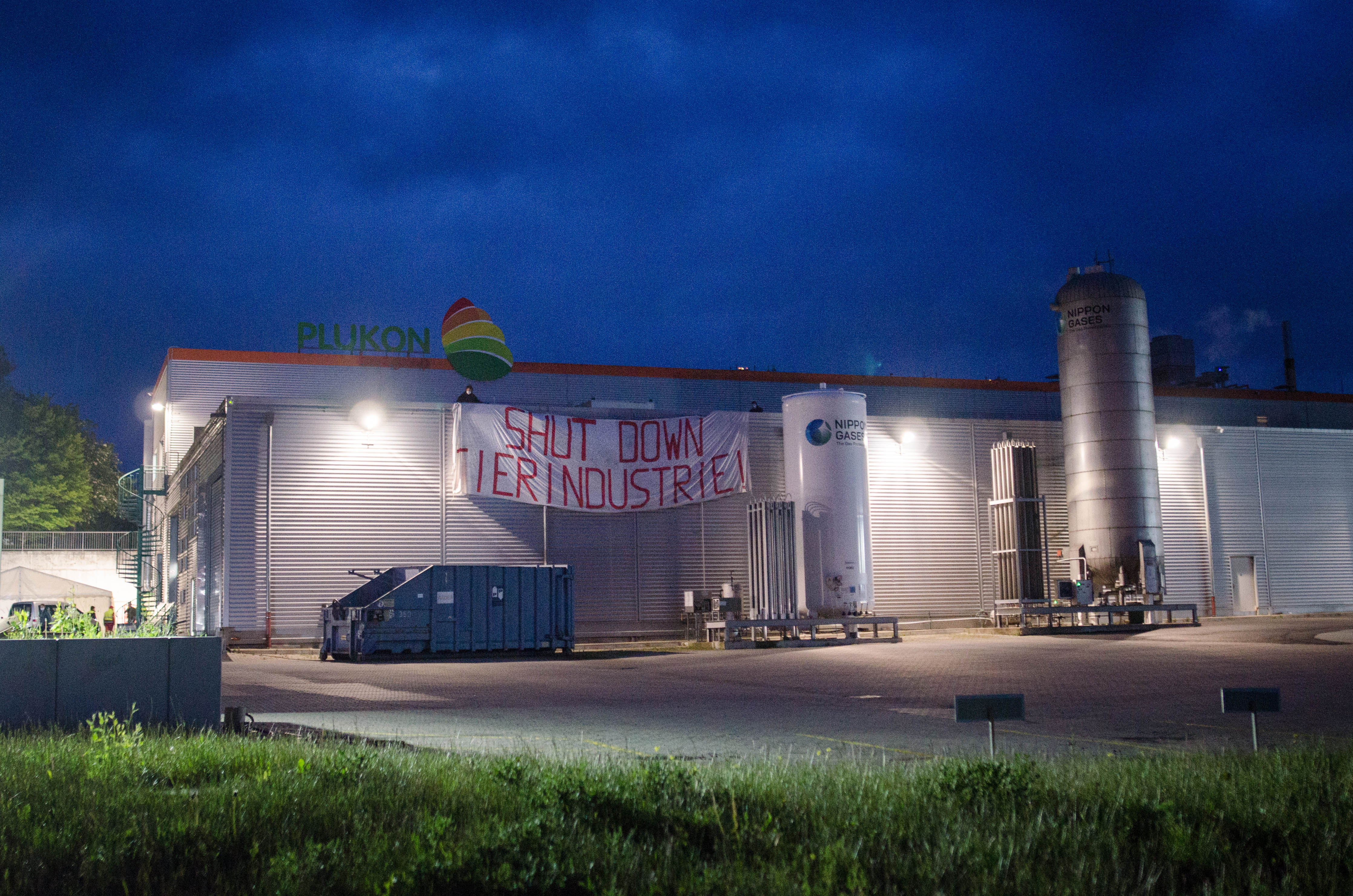
Banner mit Aufschrift „Shut Down Tierindustrie!“ an der Fassade des blockierten Plukon-Betriebs, 2021

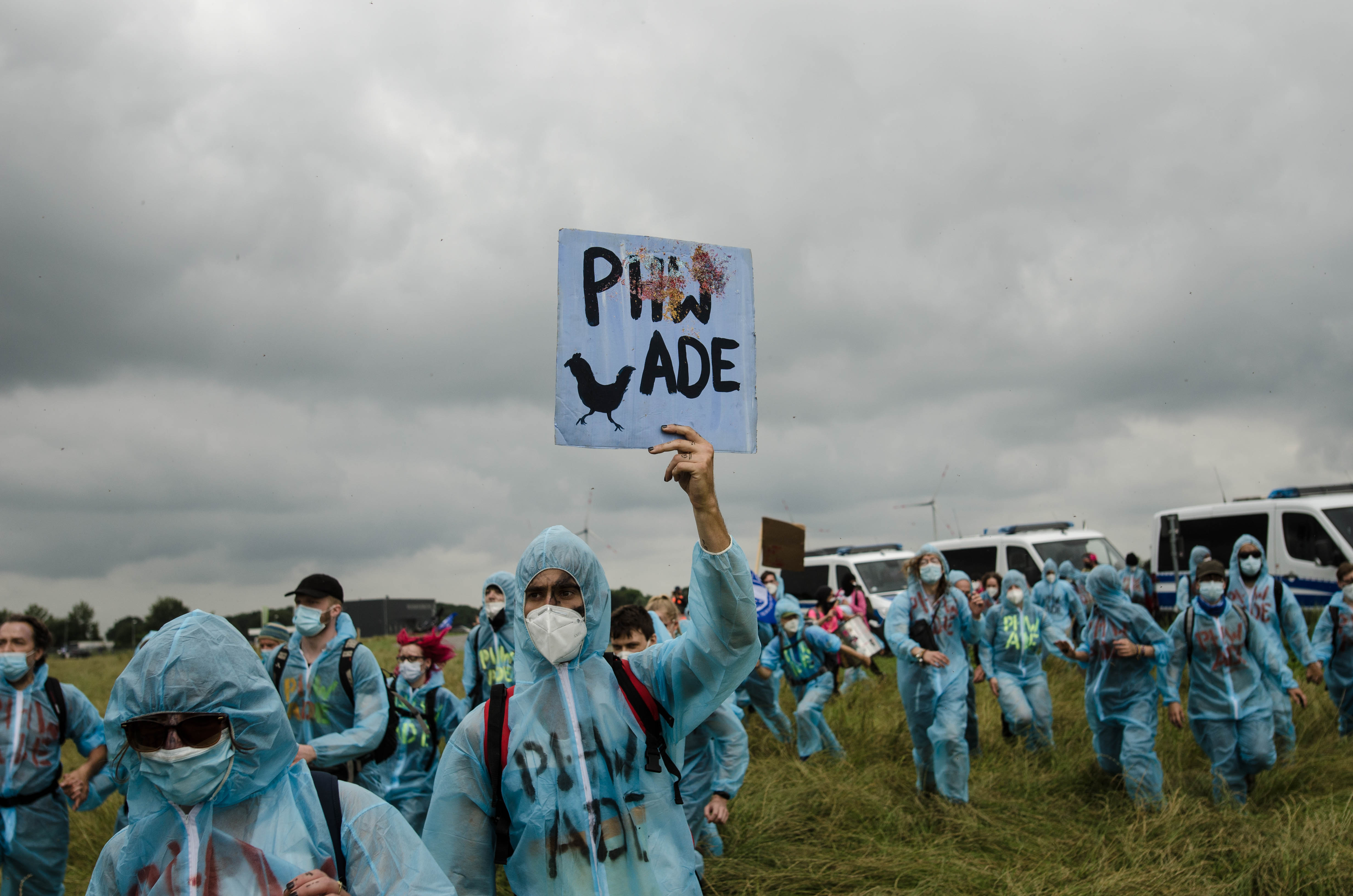
Ziviler Ungehorsam unter dem Motto „PHW Ade“, 2021

Grundlage für Aktionen bildet nach eigenen Angaben ein Konsens, der festlegt, dass keine Menschen in Gefahr gebracht werden dürfen.
Am 4. Juli 2020 besetzten Mitglieder von Gemeinsam gegen die Tierindustrie das Hauptwerk der Tönnies Holding in Rheda-Wiedenbrück, um für eine dauerhafte Schließung des in die Kritik geratenen Fleischverarbeiters zu demonstrieren. Auf dem Dach des Gebäudes entrollten etwa 30 Aktivisten ein Transparent und blockierten außerdem die Zufahrtsstraße. Die Aktion fand nationale sowie internationale Aufmerksamkeit. Zuvor war es in dem Schlachthof zu einem massiven Ausbruch des Coronavirus gekommen. Tönnies wurde vorgeworfen, an dem Ausbruch durch schlechte Arbeitsbedingungen eine Mitschuld zu tragen.
Am 2. November 2020 blockierten Aktive den Tönnies-Schlachthof in Kellinghusen, Schleswig-Holstein. Mit einer Sitzblockade und Ankettungen blockierten sie zwei Zufahrtstore und damit die Anlieferung von Tieren, außerdem entrollten Aktive auf dem Dach des Schlachthofs ein Banner mit der Aufschrift „Shut Down Tierindustrie“. Der Betrieb wurde für mehreren Stunden gestoppt, bis die Polizei die Blockade räumte.
Am 27. Mai 2021 blockierten Aktive alle Zufahrten zum Geflügelschlachthof der Plukon Food Group in Gudensberg in Nordhessen. Das Bündnis kritisierte mangelnden Infektionsschutz für die Beschäftigten und forderte eine Schließung des Betriebs. Zum Zeitpunkt der Aktion waren 22 Beschäftigte des Schlachthofs nachweislich an Corona erkrankt, 89 weitere Beschäftigte mussten aufgrund von Risikokontakten in Quarantäne. Im Rahmen der Aktion fesselten sich Aktive an drei zuvor errichtete Blockaden und stiegen auf das Dach des Schlachtgebäudes. Die Blockaden wurden nach mehreren Stunden Betriebsunterbrechung von der Polizei gelöst.
Im Zeitraum vom 12. bis 17. Juli 2021 veranstaltete Gemeinsam gegen die Tierindustrie ein Protest-Camp in Goldenstedt in der Nähe der Zentrale des größten deutschen Geflügelfleischverarbeiters, der PHW-Gruppe. Zu dem Camp kamen mehrere Hundert Menschen, um dort mit Workshops und Aktionen gegen Tiermäster, Futtermittelwerke und die Schlachtindustrie zu protestieren.
Im Zeitraum vom 23. bis 27. September 2022 veranstaltete Gemeinsam gegen die Tierindustrie ein Protest-Camp in Quakenbrück. Rund 100 Aktivisten blockierten am 26. September 2022 in Badbergen die Zufahrt zum Tönnies-Rinderschlachthof.
Am 15. Februar 2024 führten Aktivisten des Bündnisses Aktionen auf dem Gelände der Konzernzentrale von Tönnies in Rheda-Wiedenbrück durch. Thema waren Neokolonialismus und Futtermittelanbau in Südamerika.

## Studie
Unter dem Titel Milliarden für die Tierindustrie. Wie der Staat öffentliche Gelder in eine zerstörerische Branche leitet veröffentlichte das Bündnis am 4. März 2021 eine Studie, die aufzeigt, dass der Staat die „Tierwirtschaft“ mit jährlich mehr als 13 Milliarden Euro unterstützt. Mit dem politischen Begriff „Tierwirtschaft“ beschreibt die Studie „die Gesamtheit aller Bereiche, die mit der Haltung von Tieren zur Erzeugung von Fleisch, Milch und Eiern, mit der Verarbeitung und dem Vertrieb von Tierprodukten sowie der Erzeugung von Futtermitteln zusammenhängen“. Die Autoren und Autorinnen fordern den Abbau von mindestens 80 Prozent der Nutztier-Bestände bis 2030. Sie lehnen auch die Empfehlungen der von Agrarministerin Julia Klöckner einberufenen Borchert-Kommission (benannt nach Jochen Borchert) ab, die für „Tierwohl“-Maßnahmen wie den Umbau von Ställen bis zu 3,6 Milliarden Euro vom Staat vorsehen. Damit würden „die untragbaren Zustände noch einmal auf Jahrzehnte hin zementiert“.
Die vom Nachrichtenmagazin Der Spiegel befragten Agrarökonomen würden die Arbeit für ernst zu nehmend halten, darunter Martin Banse, Leiter des Thünen-Instituts, der die Untersuchung „insgesamt für solide“ beurteilte. Sebastian Lakner, Professor an der Universität Rostock, findet die Debatte über öffentliche Förderungen „sinnvoll und notwendig“. Die Gesellschaft wünsche sich teilweise eine andere Form der Tierhaltung. Er bemängelte jedoch den unscharfen Begriff der „Tierwirtschaft“, da er unterschiedliche Haltungsformen umfasse, „von der teilweise flächenunabhängigen Schweine und Geflügelhaltung, über die Milchviehhaltung bis hin zur aus Naturschutzgesichtspunkten wichtigen Mutterkuh- und Schafhaltung“.

## Kritik
Die vom Protest betroffenen Unternehmen der Fleischwirtschaft kritisierten die Aktionsformen des Bündnisses. So sagte der Geschäftsführer eines blockierten Schlachthofs, dass die Hühner aufgrund des Protests länger als nötig in einem Lastwagen ausharren müssten. Ferner entstünden durch das ungenehmigte Begehen des Geländes Sicherheitsrisiken.
Auch der Unternehmenssprecher der Tönnies Holding kritisierte, dass die Aktionen für die Aktivisten, die sich auf den Dächern der Fabrik aufhalten, gefährlich seien und auch das Gelände zu schützen sei.
Der Präsident des Bauernverbandes Schleswig-Holstein, Werner Schwarz, bezeichnete die Blockadeaktionen vor dem Schlachthof Thomsen in Kellinghusen, der zum Tönnies-Konzern gehört, als „nicht hinnehmbar“, da es sich um „eindeutig rechtswidrige Aktionen“ handelte.